# Жэньхэ
Жэньхэ́ (кит. упр. 仁和, пиньинь Rénhé) — район городского подчинения городского округа Паньчжихуа провинции Сычуань (КНР).

## История
Когда в 1965 году был образован городской округ Дукоу, то в его состав вошла, в частности, территория района Жэньхэ уезда Юнжэнь (永仁县) провинции Юньнань. В 1973 году было произведено изменение административно-территориального деления: промышленные зоны вдоль реки Цзиньшацзян были скомпонованы в новые городские районы, а остальная территория объединена в Пригородный район (郊区). В 1981 году Пригородный район был переименован в район Жэньхэ. В 1987 году Дукоу был переименован в Паньчжихуа.

## Административное деление
Район Жэньхэ делится на 1 уличный комитет, 8 посёлков, 4 волости и 2 национальные волости.